# Ніколя Казаль
Ніколя́ Каза́ль (фр. Nicolas Cazalé; нар. 24 квітня 1977, По (Атлантичні Піренеї), Франція) — французький актор і модель.

## Біографія
Ніколя Казаль народився 24 квітня 1977 року в місті По, що в департаменті Атлантичні Піренеї на півдні Франції. Його батько був родом з Беарна, а мати — алжирка за походженням. Ніколя провів дитинство в околицях Вільнев-сюр-Лот. У віці 18 років Ніколя якось пішов за компанію зі своїм приятелем в театральну студію, і з цього розпочалася його акторська кар'єра. Закінчивши студію, він вирушив до Парижа, де поступив до школи драматичних мистецтв «Курси Флоран».

## Кар'єра
Свою кар'єру кіноактора Ніколя Казаль розпочав з телевізійних постановок: грав епізодичні ролі в серіалах «Жулі Леско» і «Фабіо Монтале». 2001 року він знявся у своєму першому фільмі — «Бувай, красуне» Стефані Джіусті. Через два роки отримав роль П'ятниці в телевізійній постановці «Робінзона Крузо», головну роль в якій виконував знаменитий французький комік П'єр Рішар. Після цієї роботи на Ніколя звернули увагу й інші режисери: Гаель Морель запросив його у свої фільми «Дороги в пустелі» і «Клан», де Казаль грав одного з трьох братів, навколо яких розгортається історія. Його партнерами по фільму стали Стефан Рідо і Ор Аріка. 2004 року Ніколя знявся у фільмі Ісмаеля Феррухі «Велика подорож».
Популярність актор здобув у 2005 році, коли знявся в драмі «Сен-Жак… мечеть» Коліна Серро і в трилері «Насіння смерті» Режиса Варньє. 2006 року Ніколя став обличчям французької марки модного одягу Chevignon. Наступного року Ніколя грав разом з Анн Кайон і Лаурою Смет у драмі «Убивчий ультрафіолет» Жиля Паке-Бреннера. 2008 року Казале був номінований на «Сезара» як найперспективніший актор за роль у фільмі «Син бакалійника» Еріка Гіродо. Після цього Ніколя знявся у двох іспанських стрічках — «Неспокійна Анна» Хуліо Медема і «Співачка танго» Дієго Мартінеса Віньятті. 2011 року Чарльз де Мо запросив актора на головну роль у фільмі «Фінішна пряма», де Ніколя зіграв роль молодого жокея.
У 2010-му Казаль представив в Каннах свою першу режисерську роботу — короткометражку «Що було потім» («Le Temps dapres») з Данієлем Дювалем. У другій короткометражній стрічці Казаля 2013 року «Вірити» знялася Еммануель Сеньє.
Паралельно з роботою в кіно Ніколя Казаль продовжує зніматися в телевізійних постановках і в серіалах.

## Фільмографія

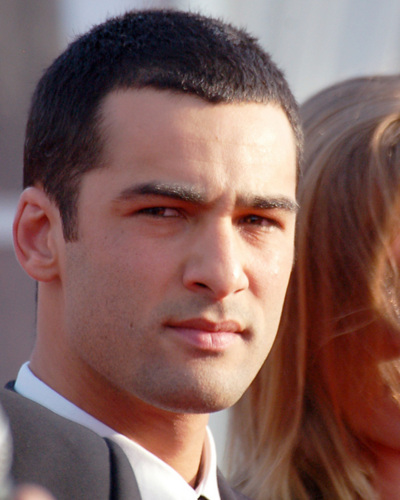
Н. Казаль на кінофестивалі американського кіно в Довілі, 2007 р.

Ролі в кіно
| Рік  |    | Українська назва              | Оригінальна назва          | Роль          |
| ---- | -- | ----------------------------- | -------------------------- | ------------- |
| 2001 | ф  | Бувай, красуне                | Bella ciao                 | Жан           |
| 2002 | ф  | Дороги в пустелі              | Les chemins de l'oued      | Самі          |
| 2003 | ф  | Небезпечне кохання            | L'amour dangereux          | Симон         |
| 2004 | ф  | Клан                          | Le clan                    | Марк          |
| 2004 | ф  | Велика подорож                | Le grand voyage            | Реда          |
| 2005 | ф  | Сен-Жак... мечеть             | Saint-Jacques... La Mecque | Саїд          |
| 2007 | ф  | Насіння смерті                | Pars vite et reviens tard  | Давас         |
| 2007 | ф  | Убивчий ультрафіолет          | UV                         | Борис         |
| 2007 | ф  | Син бакалійника               | Le fils de l'épicier       | Антуан Сфорца |
| 2007 | ф  | Неспокійна Анна               | Caótica Ana                | Саїд          |
| 2009 | ф  | Біографія Віктора Янга Переса | Mensch                     | Сам Азак      |
| 2011 | ф  | Фінішна пряма                 | Stretch                    | Крістоф       |
| 2012 | кф | Марі М.                       | Marie M.                   | Самір Лартіго |
| 2015 | кф | Вік безрозсудності            | L'âge de déraison          | Люка          |

Ролі на телебаченні
| Рік       |    | Українська назва      | Оригінальна назва       | Роль           |
| --------- | -- | --------------------- | ----------------------- | -------------- |
| 1992      | с  | Жулі Леско            | Julie Lescaut           | Фарід          |
| 1997—2009 | с  | Луї Паж               | Louis Page              | Антоніо        |
| 2001      | с  | Фабіо Монтале         | Fabio Montale           | молодий боксер |
| 2002      | тф | Маленький Лукас       | Les p'tits Lucas        | Нуколя         |
| 2002      | тф | Робінзон Крузо        | Robinson Crusoë         | Вендреді       |
| 2003      | тф | Занадто повний любові | Trop plein d'amour      | Симон          |
| 2004      | тф | Життя зовні           | La vie dehors           | Хосе           |
| 2009      | с  | Історії життів        | Histoires de vies       | Данієль        |
| 2010      | тф | Повість розчарування  | Conte de la frustration | Данієль        |
| 2011      | тф | Раз, два, три, злодії | 1, 2, 3, voleurs        | Луї            |
| 2015      | с  | Північна трибуна      | Virage Nord             | Ніколя Кутюр'є |

Режисер і сценарист
| Рік  |     | Назва українською | Оригінальна назва | Режисер | Сценарист |
| ---- | --- | ----------------- | ----------------- | ------- | --------- |
| 2010 | к/м | Що було потім     | Le temps d'après  | Так     | Так       |
| 2013 | к/м | Вірити            | Croire            | Так     | Так       |

## Визнання
| Рік                                               | Категорія/Нагорода            | Фільм                  | Результат | Результат |
| ------------------------------------------------- | ----------------------------- | ---------------------- | --------- | --------- |
| Міжнародний кінофестиваль в Ньюпорті (Род-Айленд) |                               |                        |           |           |
| 2005                                              | Приз журі найкращому акторові | Велика подорож         | Номінація |           |
| Берлінський міжнародний кінофестиваль             |                               |                        |           |           |
| 2008                                              | Приз EFP Shooting Star        | Приз EFP Shooting Star | Перемога  |           |
| Премія «Сезар»                                    |                               |                        |           |           |
| 2008                                              | Найперспективніший актор      | Син бакалійника        | Номінація |           |
| Золота зірка кіно                                 |                               |                        |           |           |
| 2008                                              | Найкращий молодий актор       | Син бакалійника        | Номінація |           |